# Cueva de Balzola
La cueva de Balzola es una gruta situada en el municipio español de Dima, en la provincia de Vizcaya.

## Toponimia
Puede aparecer referida con las grafías «Balzola», «Baltzola» y «Valsola».

## Descripción

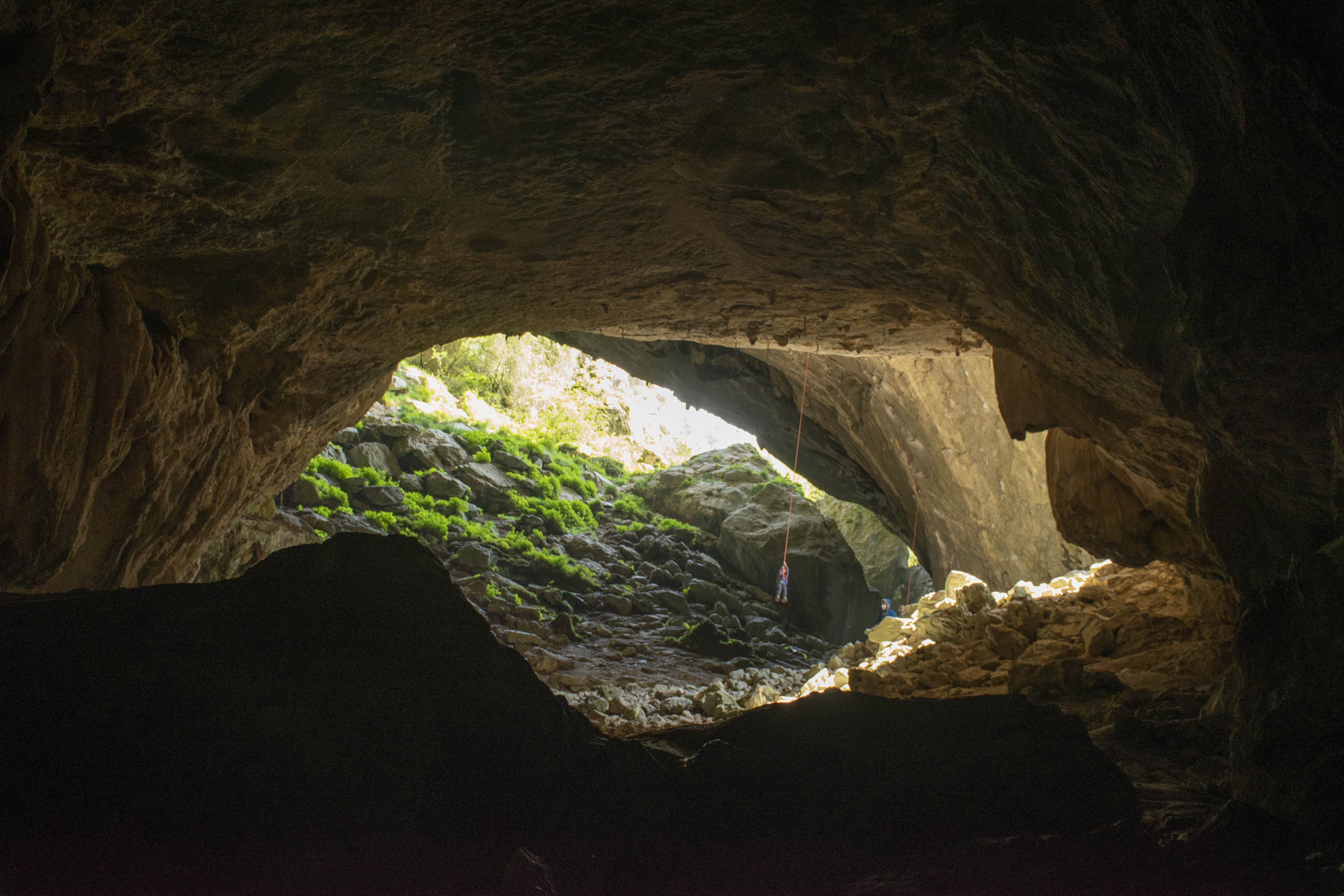
Vista de la cueva

La cueva se encuentra cerca de la entidad de población de Indusi, en el municipio de Dima. Aparece referida en el séptimo volumen del Diccionario geográfico-estadístico-histórico de España y sus posesiones de Ultramar de Pascual Madoz, en la entrada correspondiente a Dima, donde aparece descrita con las siguientes palabras:

Digna es de llamar la atencion la gran cueva de Valsola, sit. en el barrio y cas. de Zamácola (V.); al frente de ella y sobre un arroyo, hay un puente natural llamado Gentilzubi de 30 varas de long. y 20 de lat. formado por la union de dos peñas que estan á uno y otro lado del Castañar de Zamácola.
(Madoz, 1847, pp. 388-389)

Escalada en la cueva
La cueva de Baltzola, situada en Dima, Vizcaya, es un destacado destino para la escalada deportiva en la región.  En 2017, la cueva fue declarada Bien Cultural, lo que implica regulaciones especificas para su uso. La escalada es compatible, pero se debe seguir ciertas limitaciones para proteger el entorno.